# جزایر کوک در المپیک تابستانی ۲۰۲۴
کاروان المپیکی جزایر کوک، یکی از کاروان‌های شرکت‌کننده در بازی‌های المپیک تابستانی ۲۰۲۴ بود. این دوره از بازی‌ها از ۲۶ ژوئیه تا ۱۱ اوت ۲۰۲۴ (۵ تا ۲۱ امرداد ۱۴۰۳ خورشیدی) به میزبانی پاریس، پایتخت فرانسه برگزار شد. این حضور، دهمین حضور پیاپی این کاروان پس از نخستین حضور در المپیک ۱۹۸۸ بود. این کاروان تاکنون موفق به کسب مدالی در المپیک نشده است.

## شرکت‌کنندگان
فهرست زیر به ورزشکاران این کاروان اشاره دارد.
| ورزش        | مردان | زنان | مجموع |
| ----------- | ----- | ---- | ----- |
| دو و میدانی | ۱     | ۰    | ۱     |
| شنا         | ۰     | ۱    | ۱     |
| مجموع       | ۱     | ۱    | ۲     |